# أيميه انجلوا
أيميه انجلوا هو سياسي كندي، ولد في 6 ديسمبر 1880 في فارين في كندا، وتوفي في 24 مارس 1954. حزبياً، نشط في الحزب الليبرالي الكندي. وقد انتخب عضو مجلس العموم الكندي.